# OTO/Ansaldo 135/45
Il cannone 135/45 Modello 1937, e il successivo 135/45 Modello 1938 realizzato dalla Ansaldo di Genova e dalla OTO di La Spezia ha costituito l'armamento principale degli incrociatori leggeri della Classe Capitani Romani e l'armamento secondario delle navi da battaglia della Classe Duilio dopo il loro riammodernamento.

## Caratteristiche
Il progetto di questo cannone venne sviluppato per analogia con la Marina francese che stava armando con cannoni da 138mm i nuovi cacciatorpediniere classe Mogador. Il modello 1937 ha equipaggiato in quattro torri triple le corazzate Andrea Doria e Duilio dopo la loro ricostruzione. Il modello 1938 ha armato gli incrociatori classe Capitani Romani che erano equipaggiati con quattro torri binate di questo calibro in configurazione superfiring a poppa e a prora delle unità navali.
Il cannone venne progettato per avere una gittata uguale al cannone da 120/50 ma con una minore velocità alla volata e una minore dispersione delle salve che infatti risultò un quarto rispetto al cannone da 120/50, dovuto anche al maggior diametro. Gli impianti erano alimentati elettricamente e sia gli impianti binati sia quelli trinati erano a culla indipendente con caricamento a braccio oscillante. L'unico difetto di quello che può essere considerato il miglior cannone navale italiano nella seconda guerra mondiale è quello che con un'elevazione di soli 45° (o forse inferiore nelle prime installazioni) non consentiva un efficace tiro contraereo se non quello di sbarramento, tanto che nel dopoguerra, gli incrociatori Capitani Romani, Pompeo Magno (ribattezzato San Giorgio (D 562)) e Giulio Germanico (recuperato dal cantiere navale di Castellammare di Stabia e ribattezzato San Marco (D 563)) prestarono servizio come cacciaconduttori con la Marina Militare riarmati con i 127/38mm americani, appena meno potenti rispetto ai cannoni da 135/45 (32 kg contro 27 kg di peso del proiettile), ma con la fondamentale capacità di eseguire un efficace tiro contraerei; allo stesso modo, l'Attilio Regolo e lo Scipione Africano, i due incrociatori della classe Capitani Romani passati alla Francia in conto danni di guerra, vennero riarmati nella Marine Nationale con cannoni ex-tedeschi da 105mm, gli stessi che costituivano l'armamento antiaereo degli incrociatori tedeschi Classe Hipper, che erano un armamento più leggero ma, anche in questo caso con la fondamentale caratteristica di essere armi duali. Inoltre il cannone, pur preciso e dal fuoco rapido, era superiore alle normali artiglierie da cacciatorpediniere, ma inferiore a quelle degli incrociatori, in particolare rispetto al QF da 5,25 pollici Mk I da 133mm il sistema corrispondente (per altro duale, con inclinazione a 70°, peso del proiettile 36,2 kg) della marina britannica, che era in vantaggio anche come volume di fuoco e gittata.
Nel corso del secondo conflitto mondiale vennero progettate delle torri binate con una maggiore elevazione (da una foto di uno di tali cannoni a bordo della corazzata Cavour l'elevazione che appare nell'immagine non sembra molto oltre i 45°) adatte anche all'impiego contraereo per equipaggiare gli incrociatori antiaerei della classe Etna e la corazzata Cavour in rifacimento al Cantiere San Marco di Trieste dopo i gravi danni subiti nella notte di Taranto del novembre 1940, ma l'allestimento di queste unità navali non venne completato a causa dell'armistizio. I nuovi "135" erano già a bordo del Cavour al momento della proclamazione dell'armistizio.

## Servizio
I cannoni dello Scipione Africano nella notte tra il 16 e il 17 luglio 1943 furono protagonisti nell'affondamento nello stretto di Sicilia di tre motosiluranti della Royal Navy da cui l'incrociatore italiano era stato attaccato.
Nel dopoguerra venne equipaggiato con due torri binate da 135/45, completamente automatizzate, l'incrociatore Garibaldi nel corso dei lavori di trasformazione in incrociatore lanciamissili, con le due torrette da 135/45 che andarono a sostituire le due torri originarie da OTO/Ansaldo 152/55 prodiere. Nel 1968 le canne delle torrette da 135/45 del Garibaldi vennero allungate per testare i cannoni da 135/53 che avrebbero dovuto equipaggiare anche i nuovi cacciatorpediniere lanciamissili della Classe Audace, allora in progettazione. Il cannone 127/54 OTO che all'entrata in servizio avrebbe equipaggiato i due cacciatorpediniere lanciamissili Audace e Ardito in fase di progettazione avrebbe dovuto infatti essere un nuovo 135/53 derivato dagli impianti binati del Garibaldi, ma alla fine venne preferita la standardizzazione nel calibro NATO.

## Galleria d'immagini

Le torri trinate del Doria
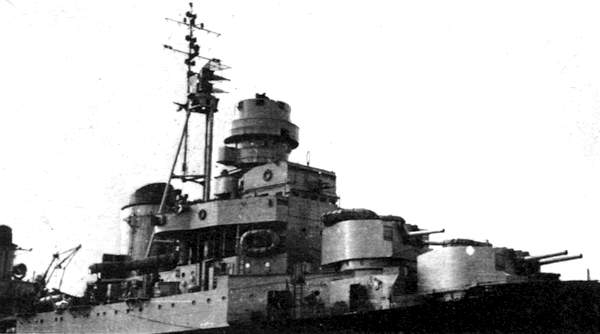
Le artiglierie prodiere dello Scipione
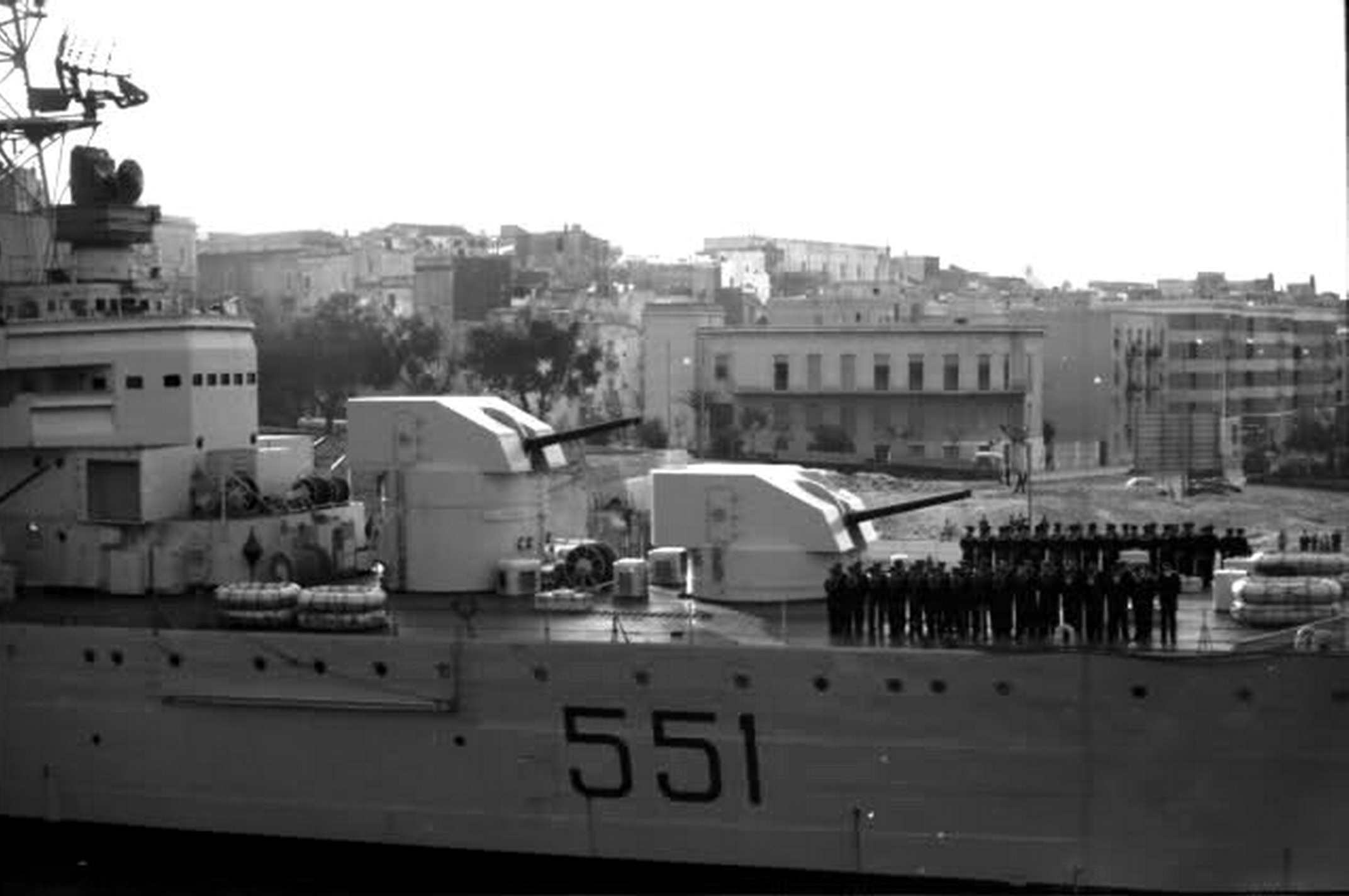
Il Garibaldi armato con i cannoni da 135/45